# Johann Georg Otto von Grünewaldt
Johann Georg Otto von Grünewaldt (* 30. März 1830 in Koik (Estland); † 8. Mai 1910 in Reval) war ein deutsch-baltischer Mediziner, Professor und russischer Wirklicher Staatsrat.

## Leben

### Herkunft und Familie
Johann Otto v. G. stammte aus dem deutsch-baltischen Adelsgeschlecht von Grünewaldt. Sein Vater war der estländische Landrat und Kammerherr Otto Magnus von Grünewaldt (1801–1890), der mit Mathilde von Wolff (1802–1860) verheiratet war. Johann Otto heiratete 1857 die Gräfin Beate Stenbock (1834–1895) aus dem Hause Kolk und war Herr auf Jerlep, Ammern und Haakhof. Ihre Nachkommen waren:
- Ebba Margaretha von Grünewaldt (* 1859 in Sankt Petersburg) ⚭ Axel Taube zu Forel (* 1856)
- Otto Moritz von Grünewaldt (* 1860 in Sankt Petersburg; † 1936 in Hapsal), Landwirt und Schriftsteller ⚭ Helene von Maydell
- Ernst Ludwig von Grünewaldt (1862–1870)
- Beate Cäcilie von Grünewaldt (1864–1868)
- Zwillinge Katharina und Johann Albert von Grünewaldt (1866–1866)
- Beate von Grünewaldt (* 1868)
- Friedrich Wilhelm von Grünewald (1870–1898), Landwirt

### Werdegang
Johann Georg v. G. besuchte die Domschule in Reval und studierte von 1848 bis 1852 an der Kaiserlichen Universität Dorpat, von 1854 bis 1855 in Prag und Wien und von 1856 bis 1857 in Paris und Berlin Medizin. Von 1855 bis 1856, während des Krimkrieges, diente er als Militärarzt in Helsingfors und war danach bis 1890 freier praktizierender Gynäkologe in Sankt Petersburg. Parallel dazu war er von 1857 bis 1860 Ordinator am Hebammeninstitut. Seit 1860 war er Stadtaccoucheur und von 1872 bis 1874 Professor am Hebammeninstitut. Von 1878 bis 1890 leitete er als Direktor das Evangelische Hospital in Sankt Petersburg. In der Zeit von 1859 bis 1890 war er Mitstifter, Sekretär, Vizepräsident und Präsident der Vereinigung Sankt Petersburger Ärzte. Danach wurde er deren Ehrenpräses und Ehrenmitglied der Deutschen Ärztlichen Vereinigung in Estland. Seit 1890 lebte er auf dem Gut Haakhof.

## Veröffentlichungen
Neben mehreren fachärztlichen Veröffentlichungen in der Sankt Petersburger Medizinischen Wochenschrift und in der Revaler Tageszeitung publizierte er 1900 die „Vier Söhne eines Hauses“; Zeit- und Lebensbilder aus Estlands Vergangenheit in der er die Lebensgeschichte seines Vaters Otto Magnus von Grünewaldt (1801–1890) und dessen Brüder Johann von Grünewaldt (1796–1862), Moritz von Grünewaldt (1797–1877) und Alexander von Grünewaldt (1805–1886) beschrieb.